# Theodore E. Burton
Theodore E. Burton (Jefferson, 1851. december 20. – Washington, 1929. október 28.) az Amerikai Egyesült Államok szenátora (Ohio, 1909–1915 és 1928–1929).